# Ariane Zeller
Ariane Zeller (* 20. Jahrhundert in Kassel) ist eine deutsche Filmregisseurin.

## Leben
Ariane Zeller absolvierte eine Schauspielausbildung an der Hochschule für Musik und Theater Hamburg. Danach war sie als Regieassistentin tätig und als Dokumentarfilmerin. Ab 1998 wirkte sie als Produzentin für die Serie Schloss Einstein. Seit 2000 ist sie als Regisseurin für fiktionale Stoffe tätig, darunter überwiegend Fernsehfilme.

## Filmografie (Auswahl)
- 2000–2001: Club der starken Frauen (Fernsehserie, 6 Folgen)
- 2002: Aus lauter Liebe zu dir
- 2004: Die Liebe hat das letzte Wort
- 2005: Willkommen daheim
- 2005: Der zweite Blick
- 2005: Drei teuflisch starke Frauen
- 2005: Heiraten macht mich nervös
- 2007: Was heißt hier Oma!
- 2007: Freie Fahrt ins Glück
- 2008: Immer Wirbel um Marie
- 2009: Tierisch verliebt
- 2009: Meine wunderbare Familie: Alle unter einem Dach
- 2009: Meine wunderbare Familie: Hochzeitsvorbereitungen
- 2014: Dating Daisy (Fernsehserie, 2 Folgen)
- 2017: Zwei
- 2019: Nachts baden